# 2016-os NBA-rájátszás
A National Basketball Association (NBA) 2015-2016-os alapszakaszát követő torna (utószezon), amely az NBA 2016-os bajnoki címéről döntött. A rájátszás végén a Keleti Főcsoport bajnoka, a Cleveland Cavaliers 4-3 arányban legyőzte a Nyugati Főcsoport bajnokát, a Golden State Warriors-t, annak ellenére, hogy utóbbi csapat 3-1-es vezetést szerzett a 4 győzelemig tartó döntőben. A Finals MVP címet (a döntő legértékesebb játékosa) LeBron James kapta meg.
A Cavaliers a rájátszás első két köréből söpréssel jutott tovább (4-0-s győzelem), majd a Keleti Főcsoport Döntőjében a Toronto Raptors elleni első két meccset szintén megnyerte, ezzel az NBA történetének negyedik csapata lett, amely sorozatban 10 győzelemmel kezdte a rájátszást. A 2012-es San Antonio Spurs szintén 10 meccsen diadalmaskodott zsinórban; az 1989-es és 2001-es Lakers az első három kört söpréssel abszolválta, tehát 11 meccset nyert egymást követően (akkoriban az első körös párharcok 3 nyert meccsig tartottak). A Cleveland Cavaliers a következő évben szintén 10 győzelemmel kezdte a rájátszást. A 2017-es Golden State Warriors azonban ezt túlszárnyalta, sorozatban 15 mérkőzést nyertek meg.